# Bầu cử tổng thống Hoa Kỳ 1800
Cuộc bầu cử tổng thống năm 1800 của Hoa Kỳ, đôi khi còn được gọi là "Cách mạng 1800"   là cuộc bầu cử tổng thống thứ tư. Nó được tổ chức từ ngày 31 tháng 10 đến ngày 3 tháng 12 năm 1800. Phó Tổng thống đương nhiệm Thomas Jefferson của Đảng Dân chủ Cộng hòa đã đánh bại Tổng thống đương nhiệm John Adams của Đảng Liên bang. Cuộc bầu cử là một cuộc bầu cử thay đổi cả lịch sử Hoa Kỳ, mở ra một thế hệ lãnh đạo đảng Dân chủ Cộng hòa.
Adams đã đánh bại Jefferson một cách sít sao trong cuộc bầu cử năm 1796. Theo các quy tắc của hệ thống bầu cử đã được áp dụng trước khi phê chuẩn năm 1804 của Tu chính án thứ 12, mỗi thành viên của Đại cử tri đoàn đã bỏ phiếu hai phiếu, không có sự phân biệt giữa phiếu bầu cho tổng thống và phiếu bầu cho phó tổng thống. Khi Jefferson nhận được nhiều phiếu bầu thứ hai vào năm 1796, ông được bầu làm phó tổng thống. Năm 1800, không giống như năm 1796, cả hai bên chính thức đề cử vé ứng cử. Đảng Dân chủ Cộng hòa đã đề cử một vé bao gồm Jefferson và Aaron Burr, trong khi những người Liên bang đề cử một vé bao gồm Adams và Charles C. Pinckney. Mỗi đảng lập một kế hoạch trong đó một trong những đại cử tri tương ứng của họ sẽ bỏ phiếu cho ứng cử viên thứ ba hoặc bỏ phiếu để ứng cử viên tổng thống ưa thích của họ (Adams cho những người Liên bang và Jefferson cho những người Dân chủ Cộng hòa) sẽ giành được nhiều phiếu hơn so với ứng cử viên khác của đảng.
Kết thúc một chiến dịch dài và cay đắng, Jefferson và Burr mỗi người giành được 73 phiếu đại cử tri, Adams giành được 65 phiếu đại cử tri và Pinckney giành được 64 phiếu đại cử tri. Những người Liên bang càn quét New England, Đảng Dân chủ Cộng hòa thống trị miền Nam và các đảng chia rẽ các bang Trung Đại Tây Dương như New York, New Jersey vàPennsylvania. Việc đảng Dân chủ Cộng hòa không thực hiện thành công kế hoạch của họ để trao cho Jefferson hơn một phiếu bầu so với Burr dẫn đến một sự bế tắc, đòi hỏi một cuộc bầu cử phụ tại Hạ viện. Theo các điều khoản được quy định trong Hiến pháp, Hạ viện sắp sửa bầu Jefferson hoặc Burr. Mỗi phái đoàn tiểu bang bỏ một phiếu bầu, và người chiến thắng trong cuộc bầu cử phụ đòi hỏi một ứng cử viên phải giành được đa số các phái đoàn của bang. Cả Burr và Jefferson đều không thể giành chiến thắng trong 35 lá phiếu đầu tiên của cuộc bầu cử ngẫu nhiên, vì hầu hết các Dân biểu Liên bang đều ủng hộ Burr và tất cả các Dân biểu Cộng hòa Dân chủ ủng hộ ông Jefferson. Cá nhân Hamilton đã ủng hộ Jefferson hơn Burr, và ông đã thuyết phục một số người Liên bang chuyển sự ủng hộ của họ sang Jefferson, mang lại cho Jefferson một chiến thắng trong lá phiếu thứ 36 của cuộc bầu cử phụ.

## Tổng tuyển cử

### Ứng cử viên
Cả hai bên đã sử dụng các cuộc họp kín của quốc hội để chính thức đề cử vé lần đầu tiên. Những người Liên bang đã đề cử một vé bao gồm Tổng thống đương nhiệm John Adams của Massachusetts và Charles Pinckney của Nam Carolina. Pinckney đã chiến đấu trong Chiến tranh Cách mạng Hoa Kỳ và sau đó giữ chức Đại sứ Hoa Kỳ tại Pháp. Đảng Dân chủ Cộng hòa đã đề cử một vé bao gồm Phó Tổng thống Thomas Jefferson của Virginia và cựu Thượng nghị sĩ Aaron Burr của New York. Jefferson đã là người về nhì trong cuộc bầu cử trước đó và đã đồng sáng lập đảng với James Madison và những người khác, trong khi Burr nổi tiếng ở bang New York, rất quan trọng trong bầu cử.

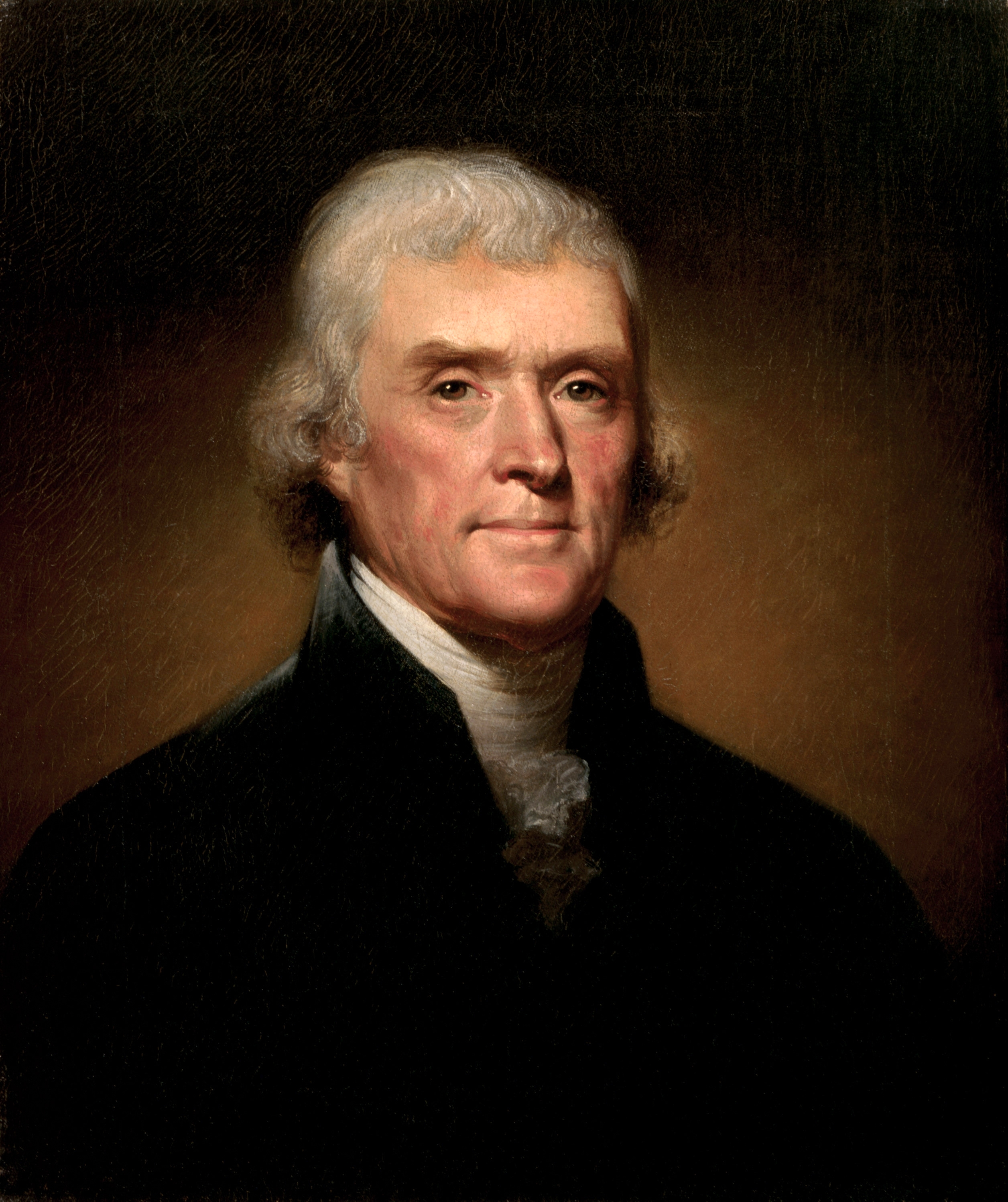
Phó Tổng thống Thomas Jefferson từ Virginia (D-R)
Cựu Thượng nghị sĩ Aaron Burr từ New York (D-R)
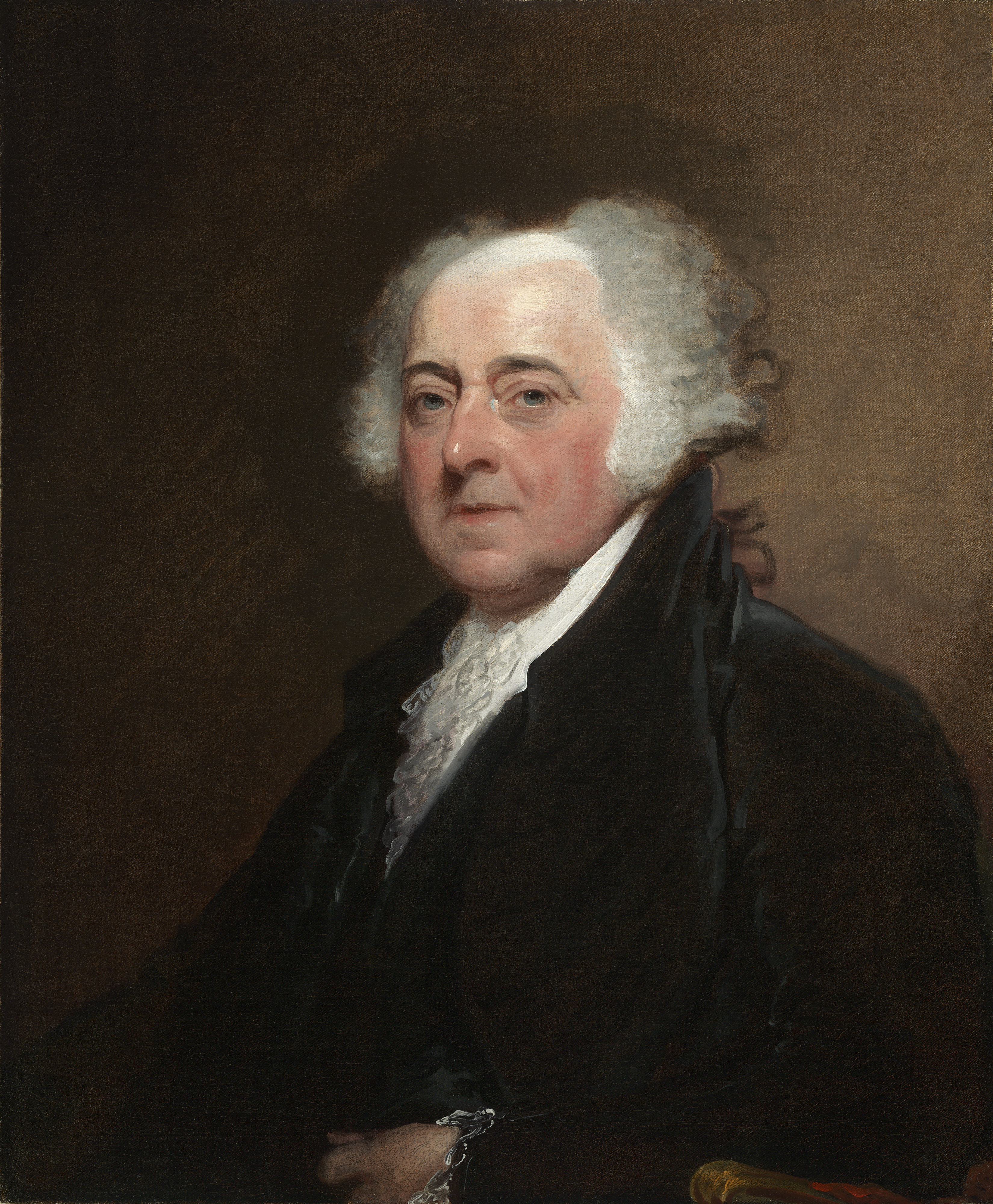
Tổng thống John Adams từ Massachusetts (Liên bang)
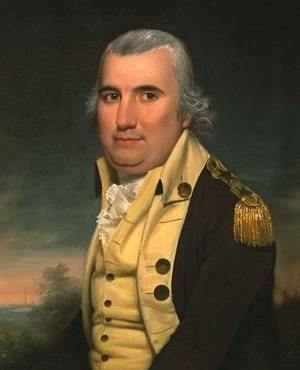
Cựu Đại sứ Hoa Kỳ tại Pháp Charles C. Pinckney từ Nam Carolina (Liên bang)

- Cựu
Thượng nghị sĩ
Aaron Burr
từ New York
(D-R)
- Tổng thống
John Adams
từ Massachusetts
(Liên bang)
- Cựu
Đại sứ Hoa Kỳ tại Pháp
Charles C.
Pinckney
từ Nam Carolina
(Liên bang)

### Bỏ phiếu

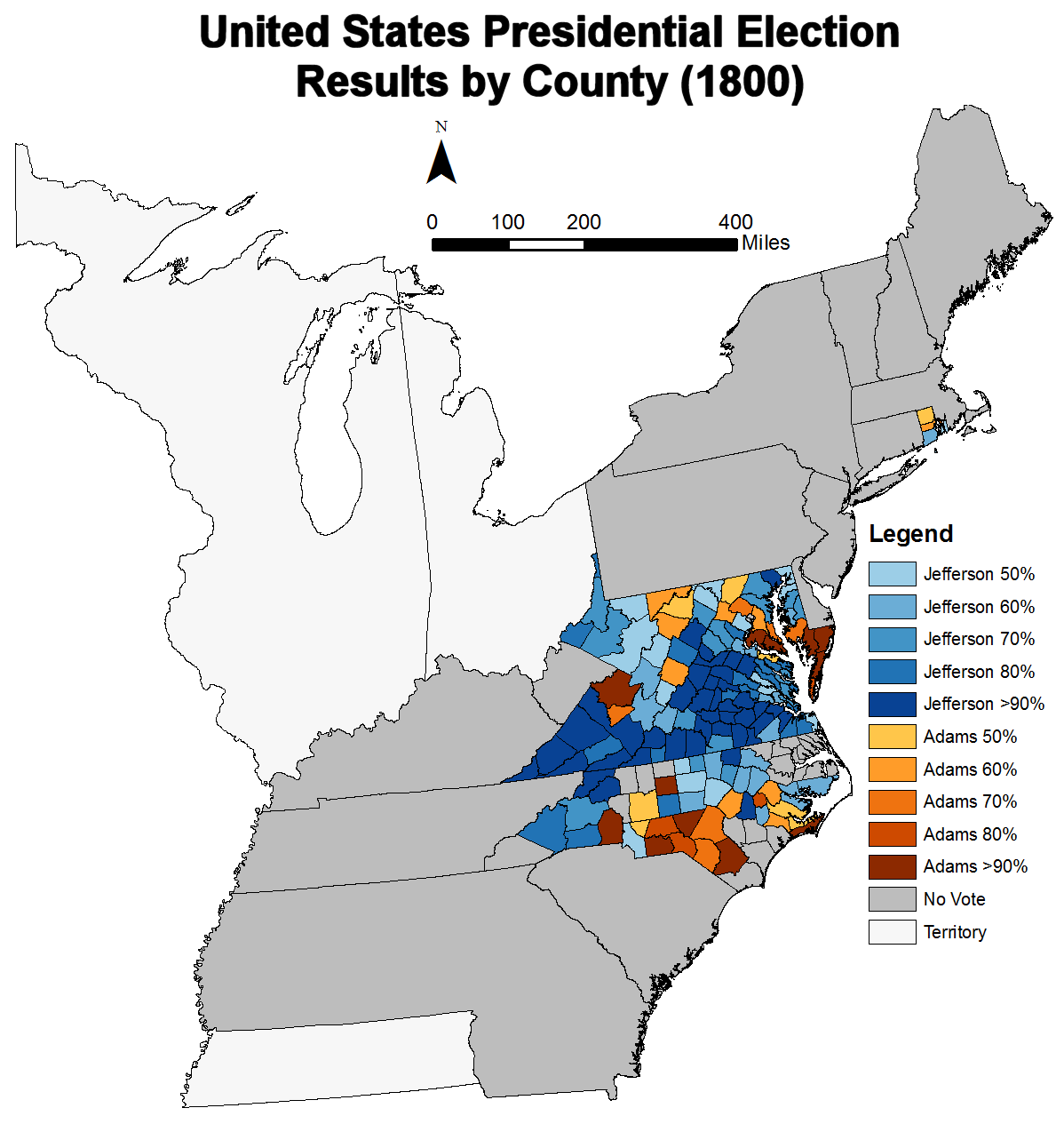
Kết quả hiển thị tỷ lệ phần trăm của ứng cử viên ở mỗi quận. Màu xanh là dành cho Jefferson (Đảng Dân chủ Cộng hòa), màu vàng là dành cho Adams (Đảng Liên bang)

Bởi vì mỗi bang có thể chọn ngày bầu cử của riêng mình vào năm 1800, việc bỏ phiếu kéo dài từ tháng Tư đến tháng Mười. Vào tháng Tư, việc huy động cho phiếu bầu của Burr tại Thành phố New York đã thành công trong việc đảo ngược đa số Liên bang trong cơ quan lập pháp tiểu bang để cung cấp hỗ trợ quyết định cho tấm vé của Đảng Dân chủ Cộng hòa. Với việc hai đảng bế tắc 63 - 63 trong Đại cử tri Đoàn vào mùa thu năm 1800, tiểu bang cuối cùng bỏ phiếu, Nam Carolina, đã chọn tám ứng viên Dân chủ Cộng hòa để trao phiếu bầu cho vé Jefferson và Burr.
Theo Hiến pháp Hoa Kỳ khi đó, mỗi cử tri sẽ bỏ phiếu hai phiếu, và ứng cử viên có đa số phiếu được bầu làm tổng thống, với chức vụ phó tổng thống là người về nhì. Do đó, những người Liên bang đã sắp xếp cho một trong những đại cử tri của họ bỏ phiếu cho John Jay chứ không phải cho Pinckney. Đảng Dân chủ Cộng hòa đã có một kế hoạch tương tự để có một trong số các đại cử tri của họ bỏ phiếu cho một ứng cử viên khác thay vì Burr nhưng không thực hiện được, do đó, tất cả các cử tri của Đảng Dân chủ Cộng hòa đã bỏ phiếu cho cả Jefferson và Burr, 73 phiếu mỗi người. Theo quy định của Hiến pháp Hoa Kỳ, một sự bế tắc trong trường hợp thuộc loại này phải được Hạ viện giải quyết, với mỗi bang bỏ một phiếu. Mặc dù cuộc bầu cử quốc hội năm 1800 đã chuyển quyền kiểm soát đa số của Hạ viện cho đảng Dân chủ Cộng hòa với 68 ghế so với 38 ghế của Đảng Liên bang, cuộc bầu cử tổng thống phải được quyết định bởi Hạ viện đã được bầu trong cuộc bầu cử quốc hội năm 1798 (tại thời điểm đó, nhiệm kì mới của tổng thống và quốc hội đều bắt đầu vào ngày 4 tháng 3 năm sau cuộc bầu cử). Chính vì vậy, quốc hội mới chưa tuyên thệ nên việc quyết định bầu cử sẽ rơi vào tay quốc hội bầu vào năm 1798, khi đó những người Liên bang giữ đa số 60 ghế so với 46 của Đảng Dân chủ Cộng hòa.

### Tranh chấp

#### Phiếu bầu bị lỗi
Khi các lá phiếu bầu cử được mở và được tính vào ngày 11 tháng 2 năm 1801, hóa ra phiếu bầu cử từ Georgia đã bị lỗi: trong khi rõ ràng các đại cử tri đã bỏ phiếu cho Jefferson và Burr, phiếu bầu không được hiến định hình thức bắt buộc của "Danh sách tất cả những người được bầu chọn và Số lượng phiếu bầu cho mỗi người".  Phó Tổng thống Jefferson, người đang kiểm phiếu trong vai trò Chủ tịch Thượng viện, ngay lập tức đếm số phiếu từ Georgia là phiếu bầu cho Jefferson và Burr, và không có phản đối nào được đưa ra.
Nếu các lá phiếu Georgia bị lỗi bị từ chối về mặt kỹ thuật này, thì Jefferson và Burr sẽ bị bỏ lại với 69 phiếu bầu, hoặc một trong số 70 phiếu cần thiết cho đa số, nghĩa là một cuộc bầu cử phụ sẽ được tổ chức giữa năm người kết thúc tốt nhất (Jefferson, Burr, tổng thống đương nhiệm John Adams, Charles C. Pickney và John Jay) tại Hạ viện. Với những phiếu bầu này, tổng số phiếu bầu cho Jefferson và Burr là 73, điều này mang lại cho họ đa số, nhưng lại bị bế tắc vì hòa nhau.

### Kết quả
Jefferson và Burr đã giành được tất cả hoặc đa số cử tri ở mỗi bang mà ông đã giành được vào năm 1796, và cũng giành được nhiều phiếu bầu lớn ở New York và Maryland. Adams đã nhận phiếu ở Pennsylvania và Bắc Carolina, nhưng những phiếu này không đủ để bù lại số phiếu của đảng Dân chủ Cộng hòa ở nơi khác. Trong số 155 quận và các thành phố độc lập tổ chức bầu cử, Jefferson và Burr đã giành được 115 (74,19%), trong khi cặp của Adams được 40 (25,81%). Đây là lần cuối cùng Vermont bỏ phiếu cho những người Liên bang. 

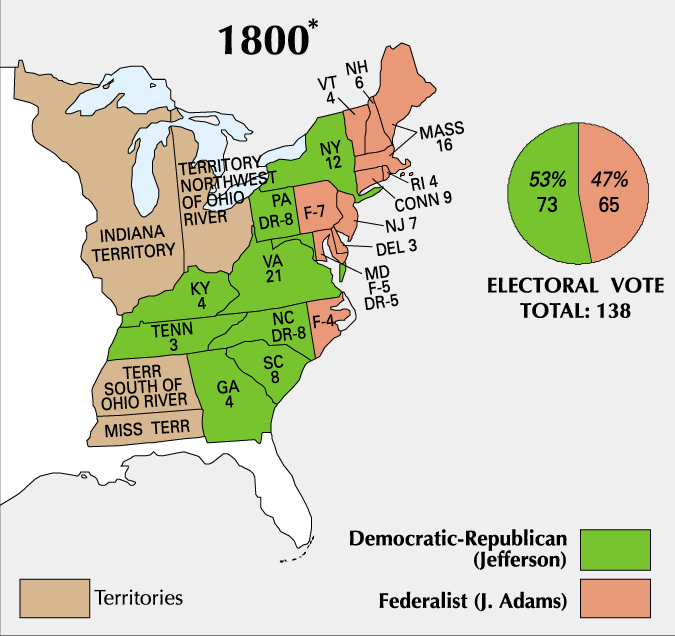

| Ứng cử viên tổng thống         | Đảng                           | Bang nhà                       | Phiếu Phổ thông                | Phiếu Phổ thông                | Phiếu Đại cử tri |
| Ứng cử viên tổng thống         | Đảng                           | Bang nhà                       | Số phiếu                       | %                              | Phiếu Đại cử tri |
| ------------------------------ | ------------------------------ | ------------------------------ | ------------------------------ | ------------------------------ | ---------------- |
| Thomas Jefferson               | Dân chủ Cộng hòa               | Virginia                       | 41.330                         | 61,4%                          | 73               |
| Aaron Burr                     | Dân chủ Cộng hòa               | New York                       | -                              | -                              | 73               |
| John Adams (đương nhiệm)       | Liên bang                      | Massachusetts                  | 25.952                         | 38,6%                          | 65               |
| Charles Cotesworth Pinckney    | Liên bang                      | Nam Carolina                   | -                              | -                              | 64               |
| John Jay                       | Liên bang                      | New York                       | -                              | -                              | 1                |
| Toàn bộ                        | Toàn bộ                        | Toàn bộ                        | 67.282                         | 100,0%                         | 276              |
| Cần thiết để giành chiến thắng | Cần thiết để giành chiến thắng | Cần thiết để giành chiến thắng | Cần thiết để giành chiến thắng | Cần thiết để giành chiến thắng | 70               |

| \| Phiếu Phổ thông \| Phiếu Phổ thông \| Phiếu Phổ thông \| Phiếu Phổ thông \| Phiếu Phổ thông \| \| --------------- \| --------------- \| --------------- \| --------------- \| --------------- \| \| \| \| \| \| \| \| Jefferson \| Jefferson \| \| 61.4% \| 61.4% \| \| Adams \| Adams \| \| 38.6% \| 38.6% \| |           |  |       |       |
| Phiếu Phổ thông |           |  |       |       |
| |           |  |       |       |
| Jefferson | Jefferson |  | 61.4% | 61.4% |
| Adams | Adams     |  | 38.6% | 38.6% |

| \| Phiếu Đại cử tri \| Phiếu Đại cử tri \| Phiếu Đại cử tri \| Phiếu Đại cử tri \| Phiếu Đại cử tri \| \| ---------------- \| ---------------- \| ---------------- \| ---------------- \| ---------------- \| \| \| \| \| \| \| \| Jefferson \| Jefferson \| \| 52.9% \| 52.9% \| \| Burr \| Burr \| \| 52.9% \| 52.9% \| \| Adams \| Adams \| \| 47.1% \| 47.1% \| \| Pinckney \| Pinckney \| \| 46.4% \| 46.4% \| \| Jay \| Jay \| \| 0.7% \| 0.7% \| |           |  |       |       |
| Phiếu Đại cử tri |           |  |       |       |
| |           |  |       |       |
| Jefferson | Jefferson |  | 52.9% | 52.9% |
| Burr | Burr      |  | 52.9% | 52.9% |
| Adams | Adams     |  | 47.1% | 47.1% |
| Pinckney | Pinckney  |  | 46.4% | 46.4% |
| Jay | Jay       |  | 0.7%  | 0.7%  |

## Bầu cử phụ tổng thống Hoa Kỳ 1801
Vào tháng 2 năm 1801, các thành viên của Hạ viện được bầu chọn để xác định xem liệu Jefferson hay Burr sẽ trở thành tổng thống. Có mười sáu tiểu bang, mỗi bang có một phiếu bầu; đa số tuyệt đối của chín là cần thiết cho chiến thắng. Đó là Hạ viện sắp mãn nhiệm, do Đảng Liên bang kiểm soát, bầu tổng thống mới. Jefferson là kẻ thù lớn của những người Liên bang, và một nhóm đại diện của đảng Liên bang đã cố gắng chặn Jefferson và bầu Burr. Hầu hết những người Liên bang đã bỏ phiếu cho Burr, trao cho Burr sáu trong số tám bang do Liên bang kiểm soát. Bảy phái đoàn do đảng Dân chủ Cộng hòa kiểm soát đều bỏ phiếu cho Jefferson và đại diện Liên bang duy nhất của Georgia cũng bỏ phiếu cho ông, cho ông tám bang. Phái đoàn Vermont được chia đều và bỏ phiếu kín. Bang còn lại, Maryland, có năm đại diện Liên bang với ba người Dân chủ Cộng hòa; một trong những đại diện Liên bang đã bỏ phiếu cho Jefferson, buộc phái đoàn bang đó cũng phải bỏ phiếu kín.
Dù đúng hay không, những người Dân chủ Cộng hòa tại Hạ viện, từ đầu chiến dịch vào 1800 đã xem Jefferson là ứng cử viên tổng thống của họ và Burr làm phó tổng thống, đã phải đối mặt với hai kết quả đáng ghê tởm khi họ gặp nhau để bỏ phiếu: Một người Liên bang lên kế hoạch để Burr thắng, hoặc, những người Liên bang từ chối phá vỡ bế tắc để Bộ trưởng Ngoại giao John Marshall làm Quyền Tổng thống. Tuy nhiên, cả hai dự đoán đều không thành công, chủ yếu là do sự phản đối mạnh mẽ Burr của Hamilton. Trong suốt bảy ngày, từ ngày 11 đến ngày 17 tháng 2, Hạ viện đã bỏ tổng cộng 35 phiếu bầu, trong đó, mỗi lần nhận được số phiếu của tám phái đoàn của mỗi bang, chưa đạt được đa số trong số chín phiếu cần thiết mỗi lần. Hamilton đề nghị với những người Liên bang rằng họ ủng hộ Jefferson vì ông "không phải là một người đàn ông nguy hiểm" như Burr; Nói tóm lại, anh ta thà có một người có nguyên tắc sai còn hơn là không có ai. Hamilton bắt tay vào chiến dịch viết thư điên cuồng để khiến các đại biểu chuyển đổi phiếu bầu.
Vào ngày 17 tháng 2, trên lá phiếu thứ 36, Jefferson đã được bầu. James A. Bayard, một người Liên bang từ Delaware và các đồng minh của ông ở Maryland và Vermont đều bỏ phiếu kín. Điều này dẫn đến việc phiếu bầu của Maryland và Vermont thay đổi từ không có lựa chọn nào lại chuyển sang bầu Jefferson, mang lại cho ông phiếu bầu của 10 tiểu bang. Bayard, với tư cách là đại diện duy nhất từ Delaware, đã thay đổi phiếu bầu của mình từ bầu Burr thành không có lựa chọn nào. Bốn đại diện có mặt từ Nam Carolina, tất cả đều là những người Liên bang, cũng thay đổi lựa chọn 3 phiếu cho Burr thành trống.
| 11 - 17 tháng 2 năm 1801 – Lá phiếu 1 đến 35 | 11 - 17 tháng 2 năm 1801 – Lá phiếu 1 đến 35 | 11 - 17 tháng 2 năm 1801 – Lá phiếu 1 đến 35 | 11 - 17 tháng 2 năm 1801 – Lá phiếu 1 đến 35 |
| Ứng cử viên                                  | Ứng cử viên                                  | Số phiếu                                     | %                                            |
| -------------------------------------------- | -------------------------------------------- | -------------------------------------------- | -------------------------------------------- |
|                                              | Thomas Jefferson                             | 8                                            | 50.00                                        |
|                                              | Aaron Burr                                   | 6                                            | 37.5                                         |
|                                              | Chia phiếu                                   | 2                                            | 12.5                                         |
| Tổng số phiếu                                | Tổng số phiếu                                | 16                                           | 100                                          |
| Số phiếu cần để thắng                        | Số phiếu cần để thắng                        | 9                                            | >50                                          |
| 17 tháng 2 năm 1801 – Lá phiếu 36            |                                              |                                              |                                              |
| Ứng cử viên                                  | Ứng cử viên                                  | Số phiếu                                     | %                                            |
|                                              | Thomas Jefferson                             | 10                                           | 62.5                                         |
|                                              | Aaron Burr                                   | 4                                            | 25.0                                         |
|                                              | Trống                                        | 2                                            | 12.5                                         |
| Tổng số phiếu                                | Tổng số phiếu                                | 16                                           | 100                                          |
| Số phiếu cần để thắng                        | Số phiếu cần để thắng                        | 9                                            | >50                                          |